# Heterorachis lunatimargo
Heterorachis lunatimargo là một loài bướm đêm trong họ Geometridae.